# Antikuna
|  | Dieser Artikel wurde aufgrund von formalen oder inhaltlichen Mängeln in der Qualitätssicherung Biologie zur Verbesserung eingetragen. Dies geschieht, um die Qualität der Biologie-Artikel auf ein akzeptables Niveau zu bringen. Bitte hilf mit, diesen Artikel zu verbessern! Artikel, die nicht signifikant verbessert werden, können gegebenenfalls gelöscht werden. Lies dazu auch die näheren Informationen in den Mindestanforderungen an Biologie-Artikel. |

Antikuna ist eine im Jahr 2021 beschriebene Gattung der Familie Vogelspinnen aus Peru. Derzeit sind insgesamt sieben Arten in der Gattung anerkannt, welche alle aus dem Hochgebirge der Anden stammen. Die Arten in Antikuna kommen in Höhen von über 3800 m über dem Meeresspiegel vor und Antikuna valladaresi wurde in einer Höhe von 3869 m über dem Meeresspiegel entdeckt, womit die Art den Höhenrekord der Vogelspinnen hält.

## Merkmale
Die Spinnen der Gattung Antikuna weisen eine Körperlänge von 2 bis 3 cm auf, es handelt sich somit um recht kleine Vogelspinnen. Die Tiere sind überwiegend dunkel und bräunlich gefärbt, einige Arten sind jedoch durch eine rote Behaarung am Opisthosoma und bläuliche Beinteile gekennzeichnet. Die Individuen der Gattung besitzen Typ III Brennhaare, die sich dorsal auf dem Opisthosoma konzentrieren. Der Bulbus des Männchens trägt vier Kiele, die Spermathek des Weibchens ist durch zwei separate Samenbehälter mit ventralen Kielen und einem ovalen apikalen Lappen charakterisiert. Männchen tragen eine Tibia-Apophyse.

## Etymologie
„Antikuna“ ist der Quechua-Sprache entlehnt und bedeutet so viel wie „Anden“. Der Gattungsname der Spinnen leitet sich somit von ihrem Herkunftsgebiet ab.

## Systematik
Die Gattung Antikuna gehört zur Unterfamilie der Theraphosinae, einer der jüngsten Vogelspinnenfamilien aus der neuen Welt, deren Mitglieder aufgrund des Vorhandensein von Brennharen auch als „Bombardierspinnen“ bezeichnet werden. Derzeit sind sieben Arten anerkannt, die Typusart ist Antikuna cernickai. Die akzeptierten Arten sind mit Stand vom September 2021:
- Antikuna cernickai Kaderka, Ferretti & Lüddecke, 2021
- Antikuna cimrmani Kaderka, Ferretti & Hüsser, 2021
- Antikuna cyanofemur Kaderka, Ferretti & Hüsser, 2021
- Antikuna majkusi Kaderka, Ferretti & Lüddecke, 2021
- Antikuna sapallanga Kaderka, Ferretti & Lüddecke, 2021
- Antikuna urayrumi Ferretti, Kaderka & West, 2021
- Antikuna valladaresi Ferretti, Kaderka & West, 2021